# 1336.
◄ | 13. stoljeće | 14. stoljeće | 15. stoljeće | ►
◄ | 1300-ih | 1310-ih | 1320-ih | 1330-ih | 1340-ih | 1350-ih | 1360-ih | ►
◄◄ | ◄ | 1333. | 1334. | 1335. | 1336. | 1337. | 1338. | 1339. | ► | ►►
Arhitektura • Astronomija • Glazba • Knjige • Književnost • Kršćanstvo • Medicina • Pravo • Promet • Slikarstvo • Znanost

## Rođenja
- Timur Lenk – veliki vladar i vojskovođa iz središnje Azije († 1405.)

## Smrti
- 4. srpnja – Elizabeta Portugalska, portugalska kraljica i svetica (* 1271.)

## Vanjske poveznice
|  | Zajednički poslužitelj ima još gradiva o temi 1336. |